# Ichtioterapia
Ten artykuł opisuje teorie, metody lub czynności niezgodne ze współczesną wiedzą medyczną.

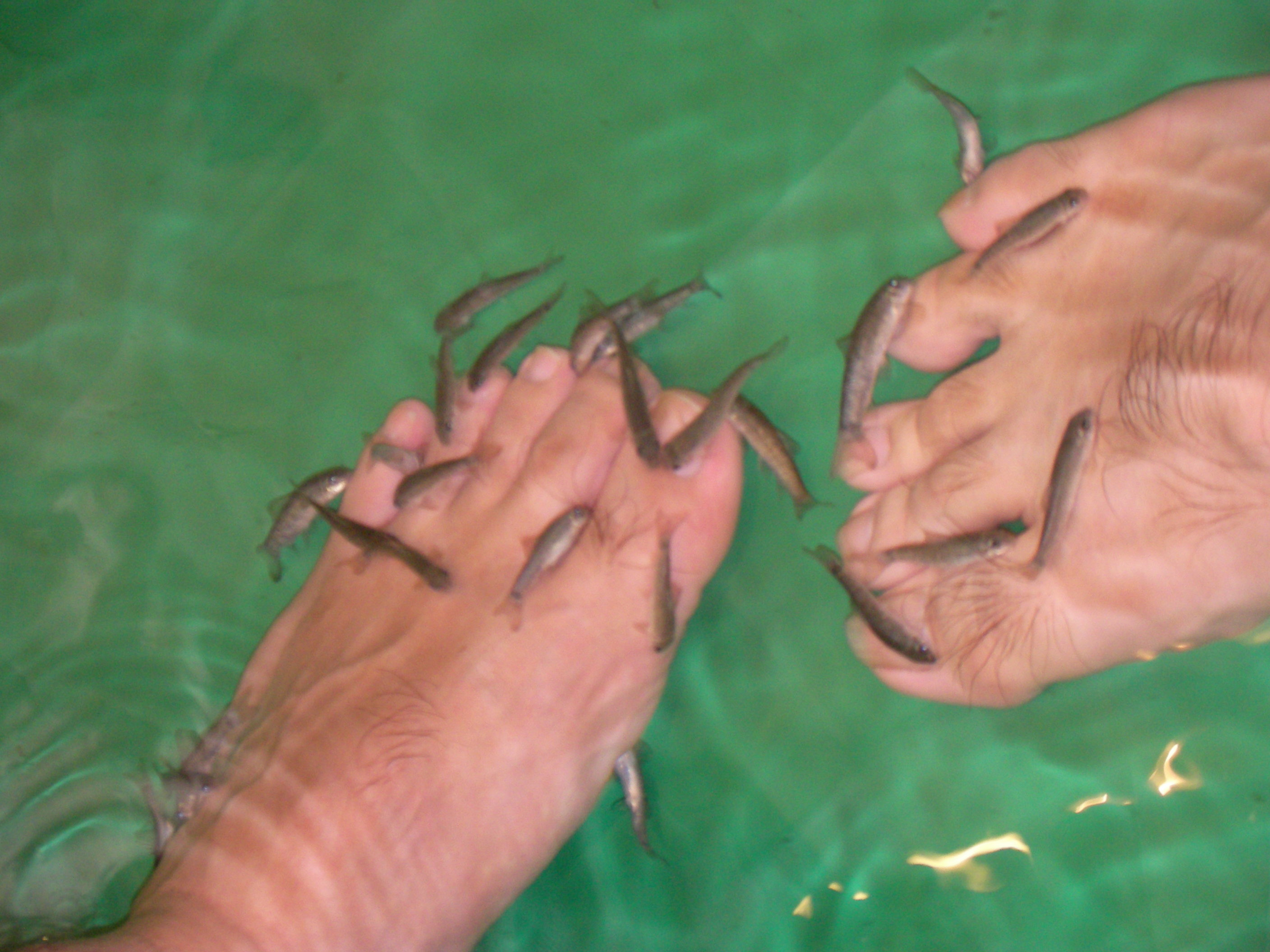
Ichtioterapia z użyciem ryb Garra rufa

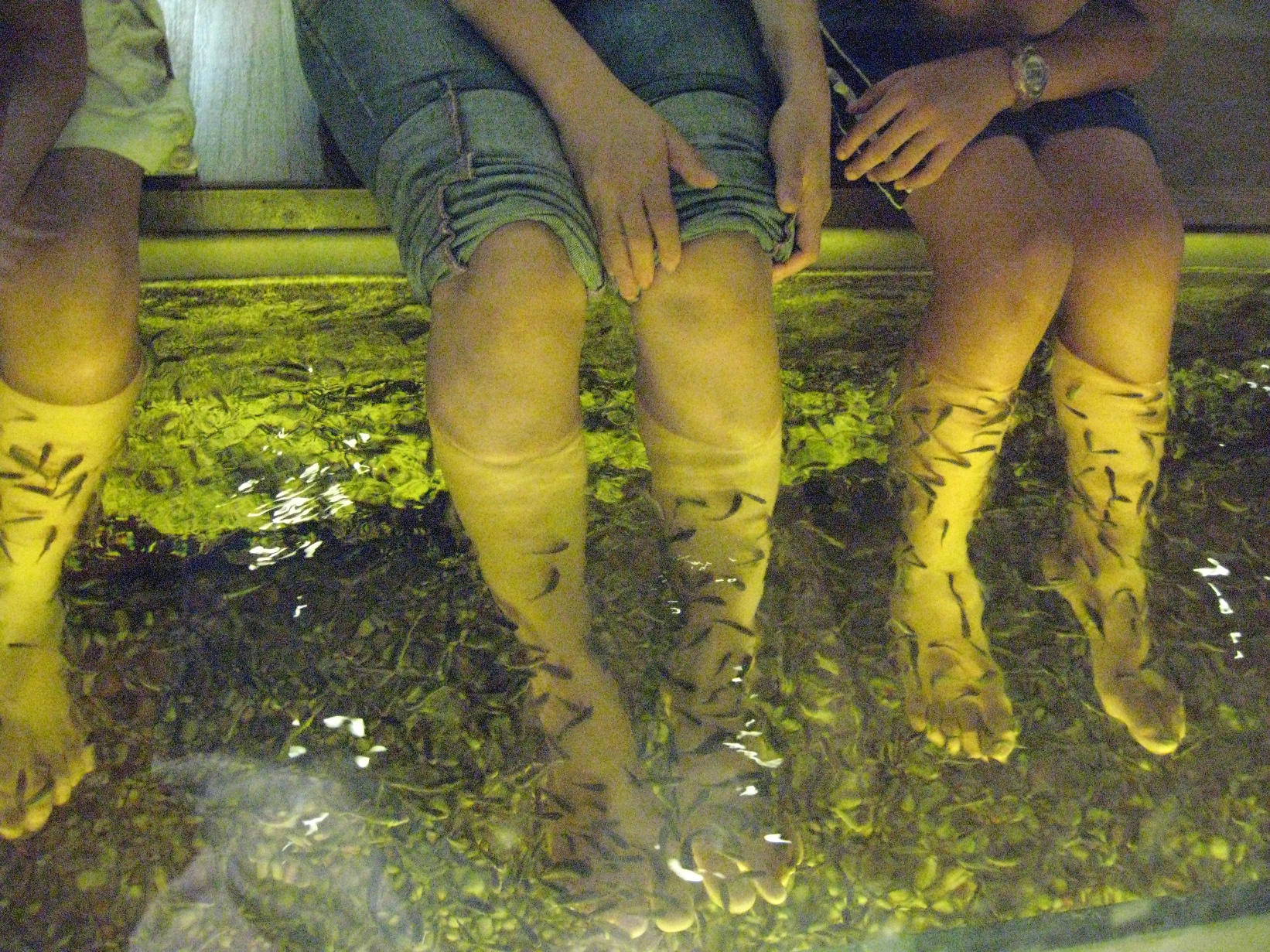
Grupa osób podczas zabiegu

Ichtioterapia – rodzaj medycyny niekonwencjonalnej polegający na stosowaniu niewielkich ryb, głównie z gatunku Garra rufa do leczenia oraz pielęgnacji skóry. Według zwolenników tej metody zabiegi mają poprawiać krążenie i funkcjonowanie wszystkich organów, a także leczyć choroby takie jak łuszczyca. Istnieje jednak wiele kontrowersji co do bezpieczeństwa ichtioterapii.

## Zabieg
Zabieg polega na zanurzeniu kończyn, najczęściej nóg, ale czasem nawet całego ciała, w akwarium z rybami. Jeden zabieg trwa zwykle od 15 do 30 minut i potrzeba do niego kilkuset ryb. Zwierzęta mają usuwać nadmiar naskórka. Garra rufa nie mają zębów, dlatego terapia nie jest bolesna.

## Historia
Ichtioterapia jest znana od kilkuset lat. Ryby Garra rufa naturalnie występują w rzekach i źródłach na Bliskim Wschodzie. Po raz pierwszy zostały wykorzystane w celach leczniczych w okolicach tureckiego miasta Kangal, stąd w języku angielskim nazywane są czasem Kangal fish. Z Azji ichtioterapia przywędrowała do Ameryki oraz Europy i stała się popularna na całym świecie około 2006 roku.

## Krytyka
Przez wiele osób ten rodzaj leczenia jest krytykowany. Sanepid ostrzega, że jeśli podczas zabiegu dojdzie do skaleczenia skóry, to istnieje zagrożenie zakażenia wirusem wywołującym zapalenie wątroby, wirusem HIV lub gronkowcem, paciorkowcem czy prątkami. Przed negatywnymi konsekwencjami zabiegu i potencjalnym zakażeniem ostrzegała też brytyjska Health Protection Agency.
W niektórych stanach USA ichtioterapia jest nielegalna.